# Sister Act 2: Back in the Habit
Sister Act 2: Back in the Habit is een Amerikaanse komische speelfilm uit 1993, met hoofdrollen voor onder meer Lauryn Hill, Jennifer Love Hewitt en Whoopi Goldberg. De film is een vervolg op de film Sister Act.
De film was populair vanwege de vele gospelsongs en R&B klassiekers, met nummers als "Ain't No Mountain High Enough" (Diana Ross en The Supremes /  Marvin Gaye), "Dancing in the Street", "Stop! In the Name of Love!" (The Supremes) en versies van kerkliederen als "Joyful, joyful" en "Oh, Happy Day".

## Verhaal
De succesvolle showbizz-zangeres Deloris Van Cartier, (gespeeld door Whoopi Goldberg) meldt zich wederom aan als non in het klooster uit de eerste film omdat de andere zusters haar hulp nodig hebben. De highschool in San Francisco gaat dicht wanneer de zusters niet genoeg geld hebben om de school te kunnen blijven onderhouden.
Deloris moet muzieklessen gaan geven op St. Francis Highschool. Het blijkt dat de muzieklessen, pretlessen worden genoemd en Deloris zou daar wat aan moeten veranderen. Ze wil een eis geven aan de leerlingen, als ze deze taak volbrengen dan zullen de leerlingen slagen. Deloris bedenkt dat de leerlingen een koor moeten vormen en op zullen moeten treden om te slagen. Dat wordt niet echt een makkelijke taak, omdat de leerlingen het niet makkelijk voor haar maken. Ze wil zich inschrijven voor een wedstrijd voor koorzangers. Ze wil dan van haar klas een koor maken. Eerst treden ze op voor de leerlingen van de school en dat gaat goed en ze krijgen een heel groot applaus.
Wanneer ze een oud muzieklokaal aan het opruimen zijn, ontdekken de andere nonnen dat de school al vaak meegedaan heeft aan koren wedstrijden en dat ze die wedstrijden ook regelmatig gewonnen hebben. De nonnen melden de school aan zonder dat de leerlingen dat weten. Deloris is daar niet zo blij mee, maar ze doen toch mee. Wanneer ze later ook nog de wedstrijd winnen wordt er besloten dat de school open kan blijven.

## Rolverdeling
| Acteur                | Personage                                |
| --------------------- | ---------------------------------------- |
| Whoopi Goldberg       | Deloris Van Cartier/Zuster Mary Clarence |
| Maggie Smith          | Moeder Overste                           |
| Kathy Najimy          | Zuster Mary Patrick                      |
| Barnard Hughes        | Pater Maurice                            |
| Mary Wickes           | Zuster Mary Lazarus                      |
| James Coburn          | Mr. Crisp                                |
| Michael Jeter         | Pater Ignatius                           |
| Wendy Makkena         | Zuster Mary Robert                       |
| Sheryl Lee Ralph      | Florence Watson                          |
| Robert Pastorelli     | Joey Bustamante                          |
| Thomas Gottschalk     | Pater Wolfgang                           |
| Lauryn Hill           | Rita Louise Watson                       |
| Brad Sullivan         | Pater Thomas                             |
| Alanna Ubach          | Maria                                    |
| Ryan Toby             | Wesley Glen 'Ahmal' James                |
| Ron Johnson           | Richard 'Sketch' Pinchum                 |
| Jennifer Love Hewitt  | Margaret                                 |
| Tanya Blount          | Tanya                                    |
| Christian Fitzharris  | Tyler Chase                              |
| Devin Kamin           | Frankie                                  |
| Mehran Marcos Sedghi  | Marcos                                   |
| Monica Calhoun        | Monica, klasgenoot St. Francis Academy   |
| Martha Gonzalez       | Martha, klasgenoot St. Francis Academy   |
| Valeria Andrews       | Valeria, klasgenoot St. Francis          |
| Dionna Brooks-Jackson | Dionna, klasgenoot St. Francis           |
| Deondray Gossett      | Deondray, klasgenoot St. Francis         |
| Deedee Magno Hall     | Deedee, klasgenoot St. Francis           |
| David Kater           | David, klasgenoot St. Francis            |
| Riley Weston          | Riley, klasgenoot St. Francis            |
| Frank Howard          | Frank, klasgenoot St. Francis            |
| Patrick Y. Malone     | Patrick, klasgenoot St. Francis          |
| Alex Martin           | Alex, klasgenoot St. Francis             |
| Jermaine Montell      | Jermaine, klasgenoot St. Francis         |
| Sacha Thomas          | Sacha, klasgenoot St. Francis            |
| Ashley Thompson       | Ashley, klasgenoot St. Francis           |
| Carmen Zapata         | Koorzuster                               |

## Achtergrond
Sister Act 2 heeft historische significantie als de eerste Hollywood succesopvolger, geregisseerd door de zwarte regisseur Bill Duke.
De film betekende ook de doorbraak van een aantal artiesten waaronder:
- Zangeres/actrice Lauryn Hill, die later beroemd werd met The Fugees en als soloartiest.
- Actrice Jennifer Love Hewitt, die later bekend werd van ander films en tv-series.
- Zanger Ryan Toby, die lid werd van de muziekgroep City High.

Aretha Franklin scoorde een wereldhit met het nummer "A Deeper Love", afkomstig van de muziek van de film.
Sinds de uitkomst van de film zijn er regelmatig geruchten geweest dat er nog een derde film zou komen, vooral tussen 1995 en 1999. Plannen hiervoor werden echter geschrapt daar veel castleden niet mee wilden werken aan een derde film. In 2000 werd gesproken over een vervolg getiteld Sister Act 3: Christmas Vacation, welke in december 2002 uit zou komen. Deze kwam echter niet.

## Prijzen en nominaties
Sister Act 2 werd genomineerd voor twee prijzen, maar won geen van beide:
- In 1994: een MTV Movie Award in de categorie Best Comedic Performance
- In 1995: een Young Artist Award in de categorie Best Family Motion Picture - Comedy or Musical